# Automobilové kolo
Silniční motorová vozidla jsou obvykle vybavena koly s pneumatikami. Základ kola tvoří ráfek, na němž je umístěna pneumatika. Pneumatika může být buď kompaktní, nebo se může skládat z duše (vzdušnice) a pláště. Pro každé roční období existují pneumatiky různých druhů – letní, zimní a celoroční, které se liší hloubkou drážek v dezénu a také složením. Pro různé typy vozidel jsou určeny různé typy kol: jinak vypadá kolo motocyklu, jinak kola osobních a dodávkových automobilů, jinak kola nákladních automobilů, autobusů, užitkových a speciálních vozidel.
Ráfek může být plochý (jednodílný nebo vícedílný), poloprohloubený, prohloubený nebo bezpečnostní (Hump, Flat Hump). Zális může být kladný nebo záporný.
Systémy nouzového dojezdu jsou buď s běžnými ráfky (Conti Support Ring, CSR; Self Supporting Runflat Tires, SSR, DSST) nebo se speciálními ráfky a pneumatikami (systém PAX).
Motocyklová kola jsou drátová nebo plechová nebo z lehkých slitin.